# Saint-Prouant
Saint-Prouant ist eine französische Gemeinde mit 1.671 Einwohnern (Stand: 1. Januar 2022) im Département Vendée in der Region Pays de la Loire. Sie gehört zum Arrondissement La Roche-sur-Yon und ist Teil des Kantons Chantonnay. Die Einwohner heißen Prouantais.

## Geografie
Saint-Prouant liegt etwa 37 Kilometer ostnordöstlich von La Roche-sur-Yon. Die Gemeinde wird im Osten vom Fluss Lay begrenzt. Umgeben wird Saint-Prouant von den Nachbargemeinden Le Boupère im Norden, Monsireigne im Osten und Südosten, Sigournais im Süden, Saint-Germain-de-Prinçay im Südwesten, Mouchamps im Westen sowie Rochetrejoux im Nordwesten.

## Bevölkerungsentwicklung
| Jahr                      | 1962 | 1968 | 1975 | 1982 | 1990 | 1999 | 2006 | 2013 |
| Einwohner                 | 767  | 779  | 899  | 1076 | 1240 | 1305 | 1402 | 1504 |
| Quelle: Cassini und INSEE |      |      |      |      |      |      |      |      |

## Sehenswürdigkeiten

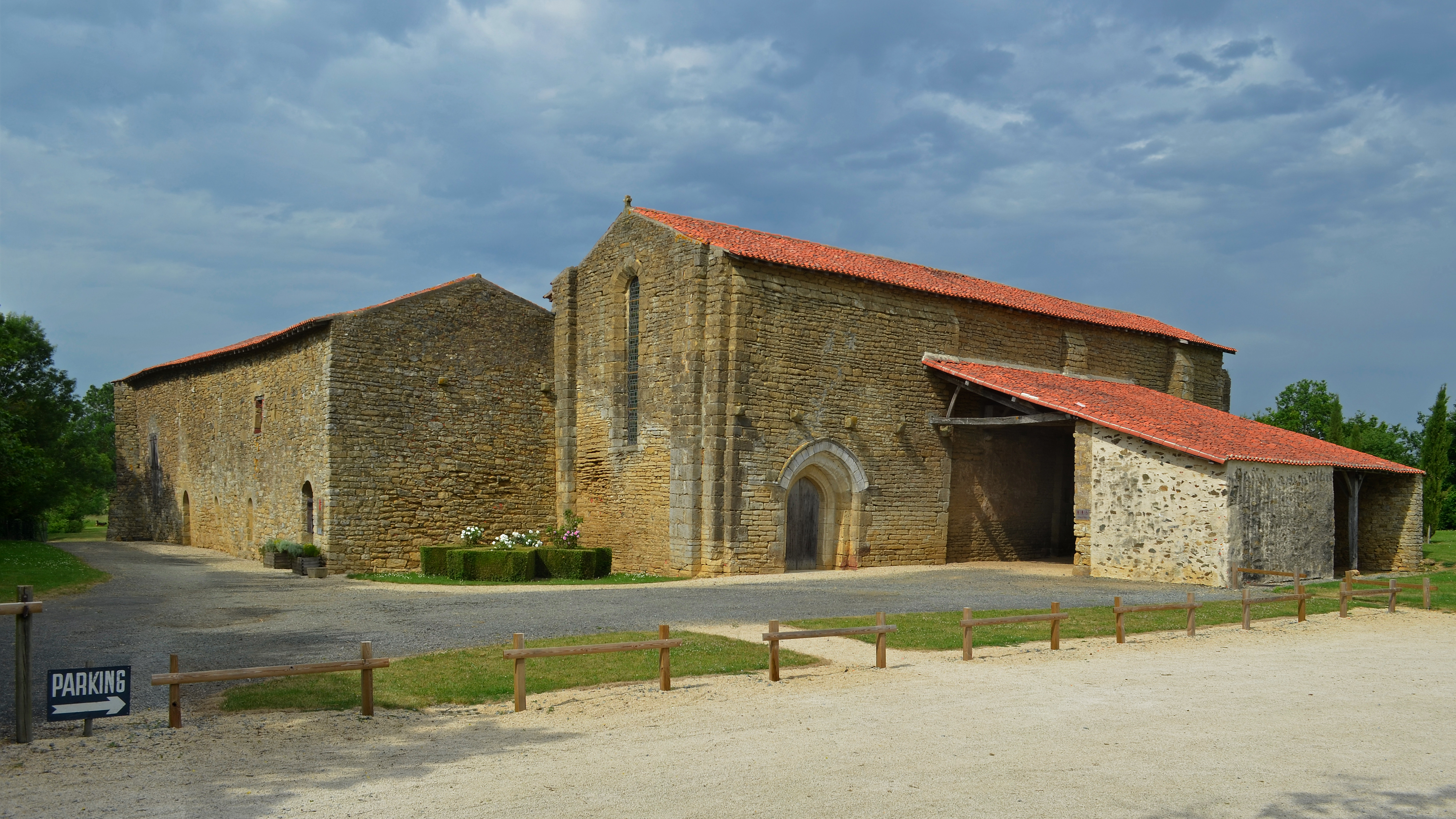
Grammontenserpriorat

- Grammontenserpriorat, Monument historique seit 1987
- Protestantische Kirche

## Persönlichkeiten
- Achille Daroux (1866–1953), Politiker